# Hicipoğlu, Kilis
Hıcıpoğlu là một xã thuộc thành phố Kilis, tỉnh Kilis, Thổ Nhĩ Kỳ. Dân số thời điểm năm 2010 là 60 người.